# Guidé (Gorgadji)
Pour les articles homonymes, voir Guidé.
Ne doit pas être confondu avec Guido (Burkina Faso).
Guidé est une localité située dans le département de Gorgadji de la province du Séno dans la région Sahel au Burkina Faso.